# Fort Apache (povijesni park)
Fort Apache (Fort Apache Historic Park), povijesni park u jugoistočnoj Arizoni u srcu apačke zemlje na području indijanskog rezervata Fort Apache. Nastao je na mjestu gdje je 16. svibnja 1870. utemeljena američka vojna postaja Fort Apache, četiri milje južno od gradića Whiteriver, nakon čega je uskoro i cijeli kraj proglašen rezervatom za White Mountain i Cibecue Apače. Na području parka nalaze se i danas ostaci ruševina Kinishba Ruins, pretpovijesni i povijesni petroglifi, staro vojno groblje, Apački kulturni centar Nohwike’ Bágowa ili  'House of Our Footprints'  ( 'kuća naših tragova' ,) i rekonstruirano selo Apache Village. Park je u vlasništvu plemena. 

## Vanjske poveznice
- Fort Apache Historic Park  Arhivirana inačica izvorne stranice od 2. travnja 2021. (Wayback Machine)
- Fort Apache Historic Park  Arhivirana inačica izvorne stranice od 13. lipnja 2008. (Wayback Machine)